# خوسيه إدواردو
خوسيه إدواردو هو لاعب كرة قدم برتغالي في مركز حراسة المرمى، ولد في 24 مارس 1981 في فيلا نوا د فاماليساو في البرتغال. لعب مع نادي ديبورتيفو داس أيفيس وFC Progresul București ‏ وF.C. Pampilhosa ‏ ونادي بينفايل وAkritas Chlorakas ‏ ونادي هبوعيل القدس وAPOP Kinyras FC ‏ وFC Porto B ‏.

## وصلات خارجية
- خوسيه إدواردو على موقع قاعدة بيانات كرة القدم.إي يو (الإنجليزية)
- خوسيه إدواردو على موقع Soccerway.com (الإنجليزية)